# Виборчий округ 156
Виборчий округ 156 — виборчий округ в Рівненській області. В сучасному вигляді був утворений 28 квітня 2012 постановою ЦВК №82 (до цього моменту існувала інша система виборчих округів). Окружна виборча комісія цього округу розташовується в будинку дітей та молоді за адресою м. Сарни, вул. Ковельська, 9.
До складу округу входять Березнівський, Костопільський і Сарненський райони. Виборчий округ 156 межує з округом 155 на півночі, з округом 65 на сході, з округом 153 на півдні та з округом 23 на заході. Виборчий округ №156 складається з виборчих дільниць під номерами 560001-560048, 560446-560457, 560459-560487, 560489-560517, 560777-560856, 561008 та 561010.

## Народні депутати від округу
| Ім'я                           | Фото | Партія       | Скликання | Дата набуття повноважень | Дата припинення повноважень |
| ------------------------------ | ---- | ------------ | --------- | ------------------------ | --------------------------- |
| Кучерук Микола Герасимович     |      | Батьківщина  | 7-ме      | 12 грудня 2012           | 27 листопада 2014           |
| Євтушок Сергій Миколайович     |      | Батьківщина  | 8-ме      | 27 листопада 2014        | 29 серпня 2019              |
| Литвиненко Сергій Анатолійович |      | Слуга народу | 9-те      | 29 серпня 2019           |                             |

## Результати виборів

### Парламентські

#### 2019
Кандидати-мажоритарники:
- Литвиненко Сергій Анатолійович (Слуга народу)
- Данильчук Олександр Юрійович (самовисування)
- Павловська Ксенія Сергіївна (Батьківщина)
- Кльоп Василь Федорович (самовисування)
- Пехотін Андрій Васильович (Голос)
- Кузнюк Юрій Богданович (Свобода)
- Васильєв Олександр Анатолійович (Радикальна партія)
- Тупальський Сергій Васильович (самовисування)
- Лаврущенко Сергій Олександрович (самовисування)
- Данильчук Максим Миколайович (самовисування)
- Рудковський Анатолій Анатолійович (Опозиційна платформа — За життя)
- Гречко Тарас Володимирович (самовисування)
- Гаврилюк Ігор Євгенійович (Разом сила)
- Хоменко Юрій Володимирович (Опозиційний блок)

#### 2014
Кандидати-мажоритарники:
- Євтушок Сергій Миколайович (Батьківщина)
- Данильчук Олександр Юрійович (Блок Петра Порошенка)
- Остапчук Анатолій Миколайович (самовисування)
- Шарманський Юрій Ярославович (Народний фронт)
- Васильєв Олександр Анатолійович (Радикальна партія)
- Павловська Ксенія Сергіївна (самовисування)
- Степчук Михайло Михайлович (Правий сектор)
- Мізюк Юрій Андрійович (Воля)
- Баришевський Віталій Петрович (Комуністична партія України)
- Карабут Світлана Анатоліївна (самовисування)
- Українчук Любов Іванівна (самовисування)
- Чуприна Олександр Петрович (Сильна Україна)

#### 2012
Кандидати-мажоритарники:
- Кучерук Микола Герасимович (Батьківщина)
- Шершун Микола Харитонович (Народна партія)
- Данильчук Олександр Юрійович (самовисування)
- Добриднік Микола Мусійович (самовисування)
- Корнійко Роман Іванович (самовисування)
- Циганенко Андрій Володимирович (Партія регіонів)
- Старовецький Володимир Миколайович (Комуністична партія України)
- Федас Віктор Васильович (самовисування)
- Гречко Володимир Васильович (самовисування)
- Овчинніков Сергій Михайлович (Україна — Вперед!)
- Максимов Олександр Іванович (самовисування)
- Сухан Віктор Григорович (Українська народна партія)
- Кособуцький Олексій Миколайович (Наша Україна)

## Явка
Явка виборців на окрузі: